# U Beránka
U Beránka nebo též V Lamlu (podle originálního německého jména Lammel či Lammelschänke) je české pojmenování osady, která byla součástí obce Skalice u České Lípy v Libereckém kraji a stávala od 30. let 19. století na jihovýchodním úpatí Skalického vrchu mezi Českou Lípou a Novým Borem. Osada zcela zanikla po roce 1945.

## Historie
V kronice obce Skalice u České Lípy, sepsané na základě původních kronik, zápisů pamětníků a historických dokumentů, se uvádí, že „krátce po roce 1830“ (na jiném místě kroniky je zmíněn rok 1839) byly na staré obchodní stezce po vykácení březového hájku pod Skalickým kopcem vybudovány čtyři domy a dva statky. Osada Lammel (česky Beránek) s největší pravděpodobností dostala své jméno podle místního hostince (č.p. 317), v jehož štítě bylo vyobrazení „beránka Božího“ (Agnus Dei). Kupecké a poštovní stezce, při které osada vznikla, se přezdívalo Zlodějská cesta, protože po ní putovali lidé, kteří se chtěli vyhnout větším obcím a placení mýtného.

### Doprava a turismus
Odloučenost osady představovala kvůli neexistujícím dopravním možnostem určitý problém, zejména v zimě kvůli docházce dětí do vzdálené školy. Až v roce 1931 byla v Lammelu zavedena elektřina. V období rozvoje turistiky v prvních dekádách 20. století byla v oblasti Skalického vrchu vybudována upravená turistická cesta s lavičkami, která vedla přes Lammel až na vrchol kopce, kde od roku 1896 stál srub s občerstvením a altánek. Dřevěný srub vyhořel v roce 1927, avšak již v květnu roku 1933 zde Ferdinand Krause otevřel nový hostinec, kterému se podle majitele začalo říkat Ferdinandova bouda.

### Válečná léta
V kronice obce Skalice je podrobně zaznamenán průběh let 1939–1945, včetně některých neblahých událostí, týkajících se života v Lammlu. V květnu 1939 byla zatčena obyvatelka č. p. 354 v Lammlu i se svým již 32× trestaným druhem, protože naprosto zanedbávala své tři malé děti, které musely být odvezeny do českolipské nemocnice a jejich matka byla následně zbavena rodičovských práv. Dne 30. srpna téhož roku shořela v Lammlu usedlost čp. 286.

### Po roce 1945
Jednotky Rudé armády přišly do Skalice 10. května 1945, posléze byly vystřídány československou armádou. Dne 3. června 1945 čeští vojáci na náměstí v Novém Boru popravili osm německých obyvatel ve věku 20 až 80 let, z toho dvě ženy. Již 19. června 1945 bylo více než 200 Němců ze Skalice a přilehlých osad eskortováno pěším pochodem přes Nový Bor, Svor, Světlou a dále přes Lužické hory až do Waltersdorfu, kde byli ponecháni svému osudu.
Po vysídlení německého obyvatelstva v roce 1945 většina domů v osadě zchátrala, byla demolována a nakonec zcela zbourána. Po další desetiletí zůstala zachována jen výstavná budova hostince, v němž byla usídlena česká rodina a který nyní sloužil jako hájovna. Podle vyjádření pamětníků tento objekt byl obydlen až do roku 1956, teprve po přestěhování posledních obyvatel z Lammlu do Skalice osada zcela zanikla.  V samotné Skalici v té době zanikly další více než dvě desítky domů a zpustlo též výletní místo na Skalickém vrchu.

## Zaniklá osada
Na počátku 21. století z někdejší osady Lammel zůstalo jen málo stop. Nejvýraznějšími pozůstatky jsou zdejší skalní místnosti. Nejedná se o pouhé sklepy - v některých prostorách se zachovaly ve skále vytesané lavice nebo také kouřovod, takže s největší pravděpodobností některé z těchto objektů v dávnějších časech sloužily jako skalní byty. Po hostinci U Beránka zůstaly jen nepatrné zbytky zdiva, zaniklý rybníček, studna a nádrž na vodu, vytesaná v pískovcové skále.
Přes bývalou osadu Lammel vedla modře značená. naučná stezka „Po památkách obce Skalice u České Lípy“, kterou v roce 2012 vybudovala obec s podporou z fondů Evropské unie, konkrétně Programu rozvoje venkova. Celkové náklady na realizaci naučné stezky, včetně opravy komunikace a zhotovení a instalace informačních tabulí a odpočinkových míst pro turisty činily 1 244 792 Kč, z toho poskytnutá dotační podpora 1 120 312 Kč. O pět let později však tato naučná stezka již na mapách neexistovala.

## Galerie

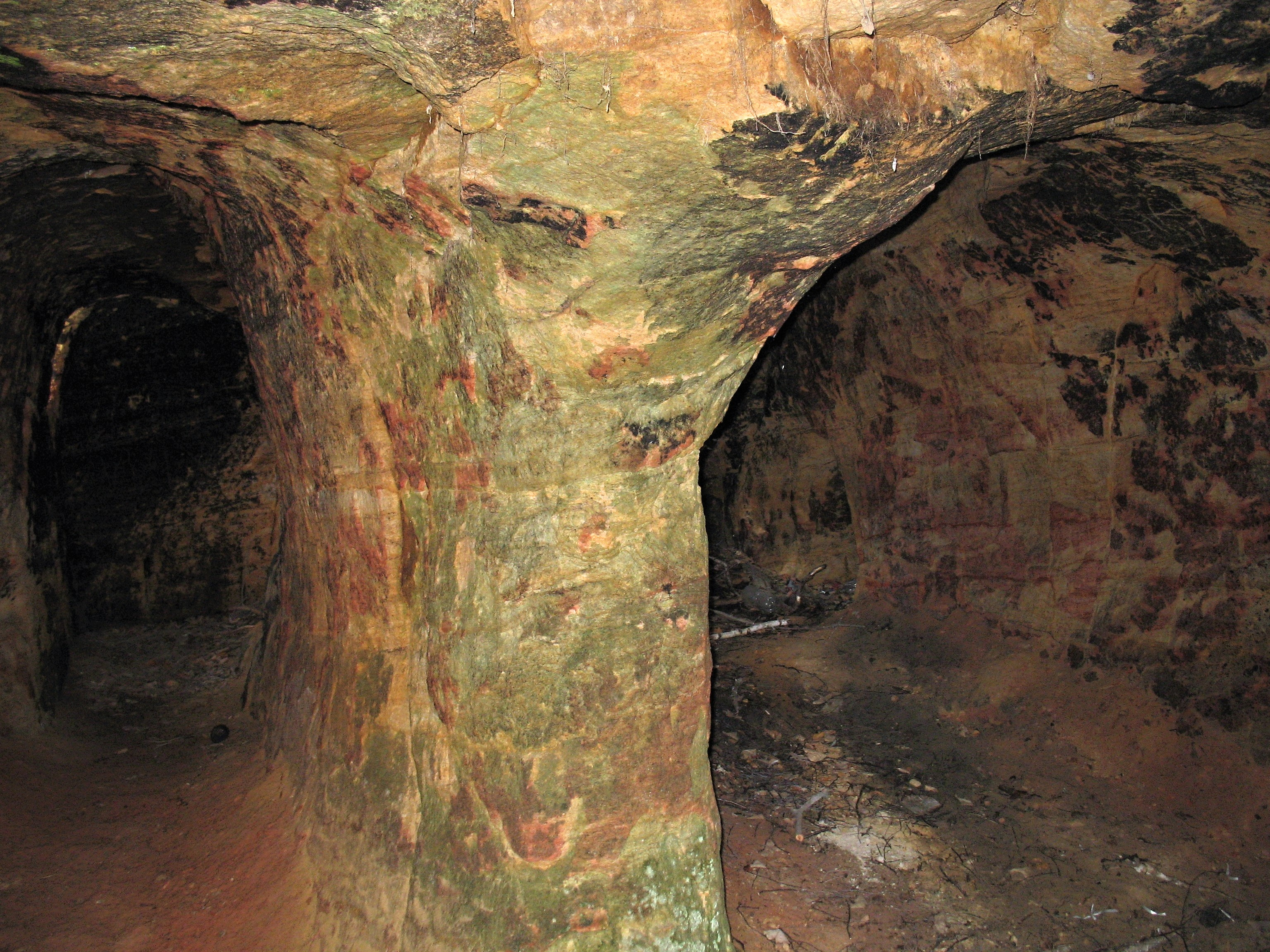
Vnitřní prostory skalních sklepení
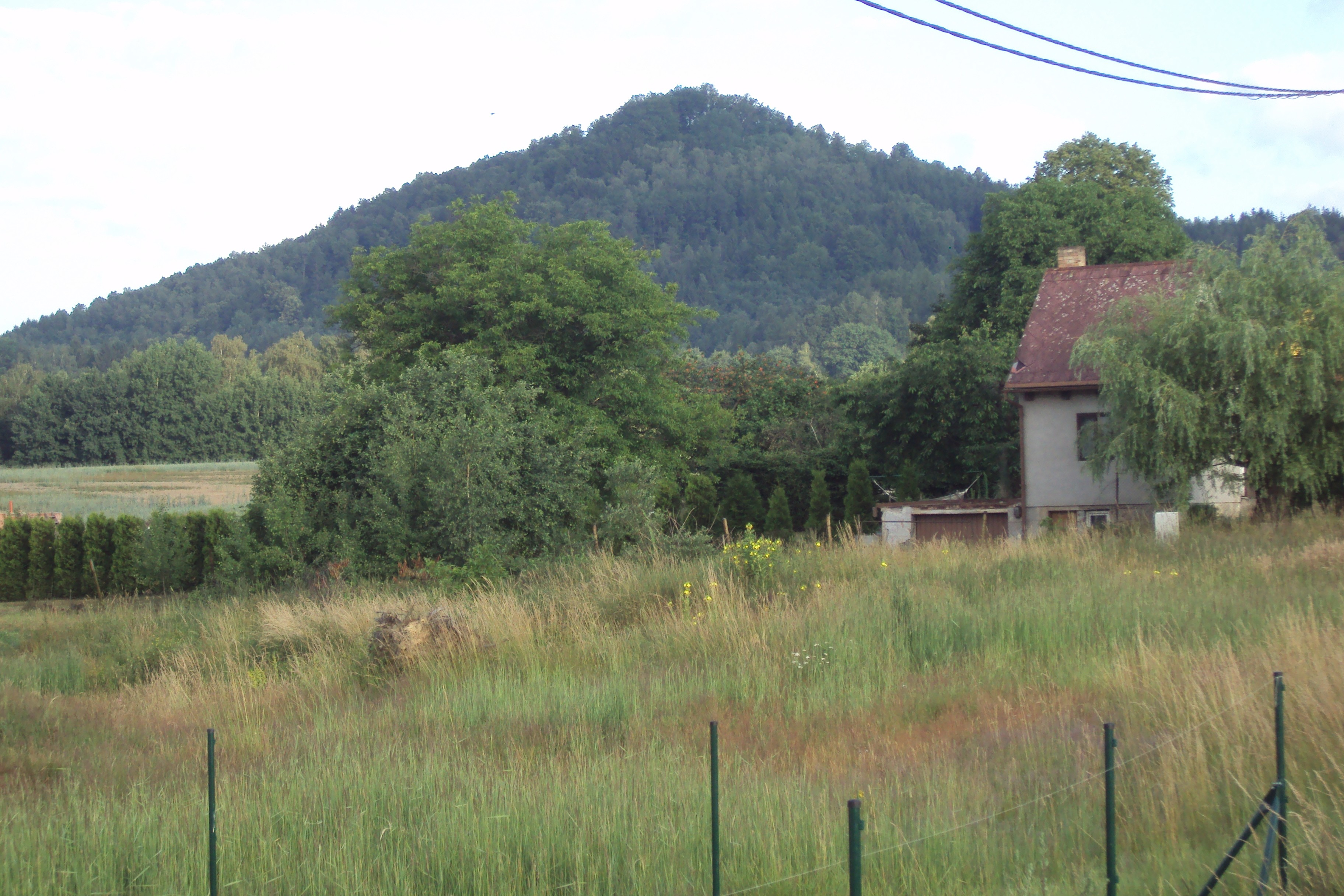
Pohled od Pihelu k úpatí Skalického vrchu
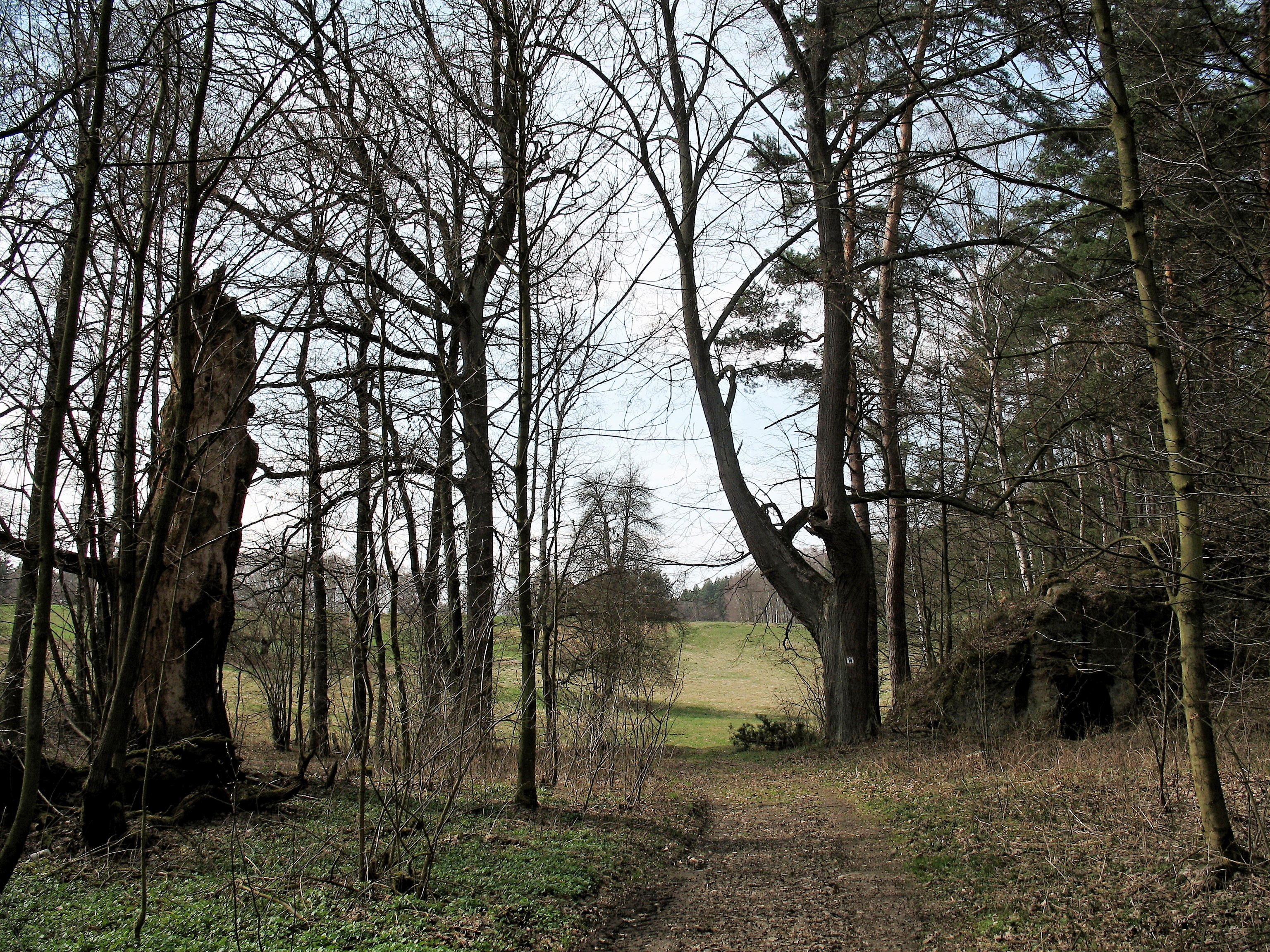
Tudy kdysi vedla tzv. Zlodějská cesta
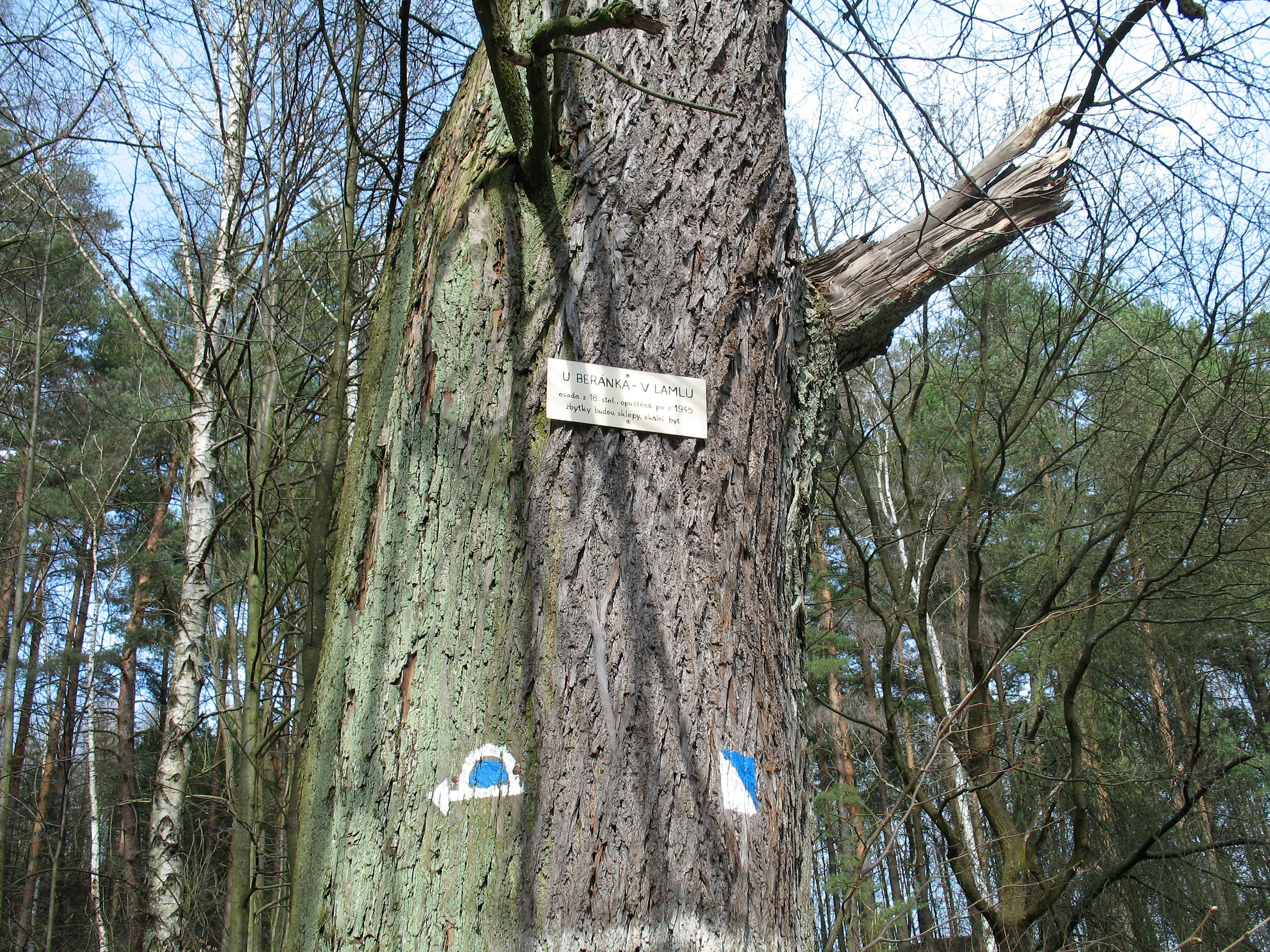
Označení místa osady U Beránka